# Przeginia Duchowna

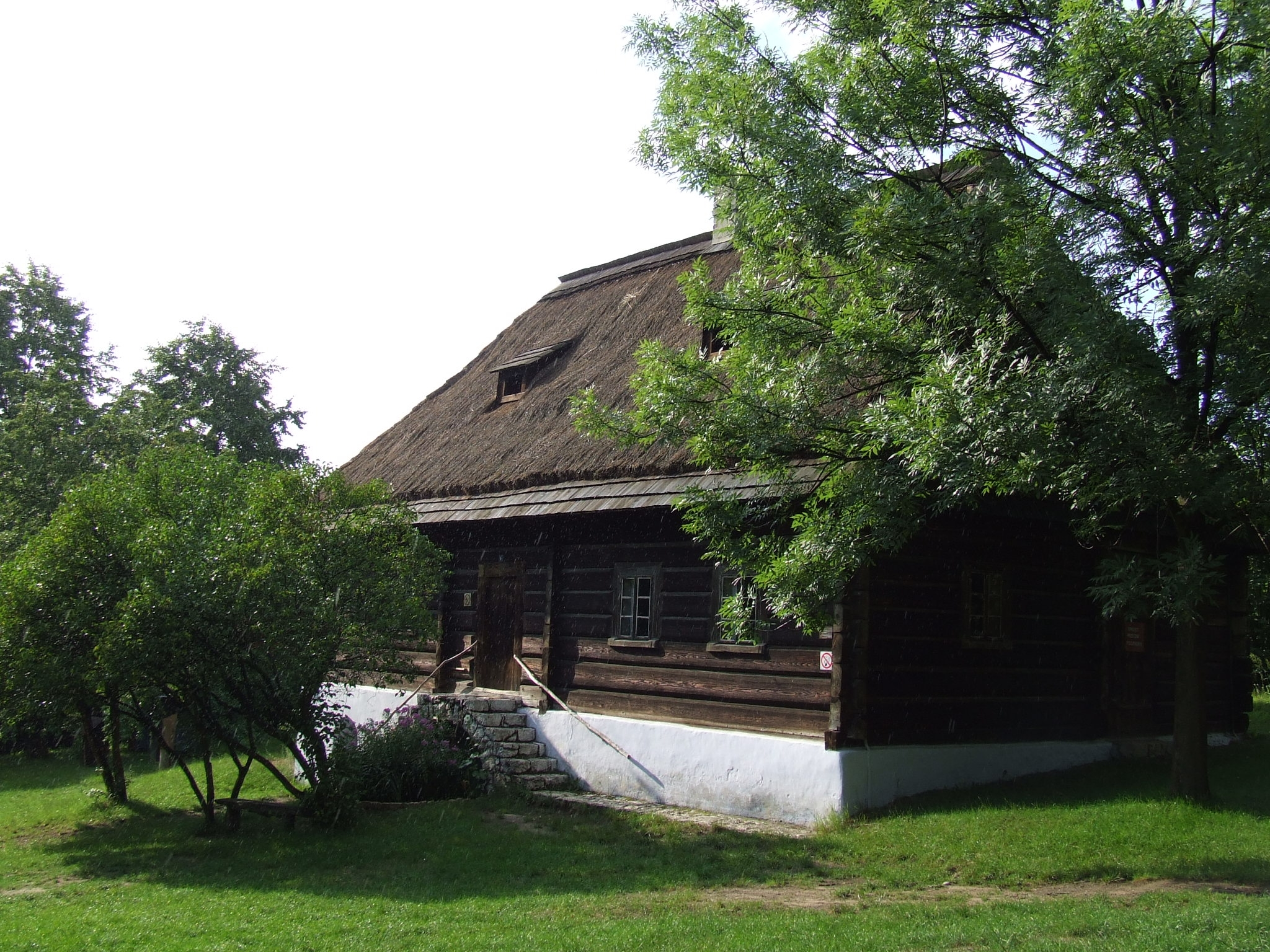
Chałupa sołtysa, obecnie w Nadwiślańskim Parku Etnograficznym

Przeginia Duchowna – wieś w Polsce położona w województwie małopolskim, w powiecie krakowskim, w gminie Czernichów.
| SIMC    | Nazwa          | Rodzaj     |
| ------- | -------------- | ---------- |
| 0316000 | Podświerkle    | część wsi  |
| 0316016 | Przy Murowanej | część wsi  |
| 0316022 | Reteryjka      | część wsi  |
| 0316045 | Zagórze        | przysiółek |
| 0316039 | Zajazie        | część wsi  |

Północna część miejscowości leży przy drodze wojewódzkiej nr 780, na terenie krainy geograficznej Brama Krakowska.
W latach 1975–1998 miejscowość administracyjnie należała do województwa krakowskiego.

## Zabytki
- Kaplica Matki Bożej Częstochowskiej w Przegini Duchownej – obiekt został wpisany do rejestru zabytków nieruchomych województwa małopolskiego[6].

## Turystyka
W Przegini Duchownej mieści się rezerwat przyrody Kajasówka obejmujący wzgórze o tej samej nazwie. Wzgórze to jest klasycznym przykładem zrębu, który jest wyjątkowo wąski i dzieli dwa rozpadliska tektoniczne: rów Rybnej i zapadlisko Cholerzyn–Półwieś. Pokrywa go roślinność kserotermiczna. „Kajasówka” jest rezerwatem ścisłym, o powierzchni 11,83 ha. W jej obrębie znajduje się ścieżka dydaktyczno-turystyczna o tematyce geologiczno-geomorfologicznej oraz Jaskinia Przegińska. Obok rezerwatu przebiegają szlaki turystyczne.

## Ludzie związani z miejscowością
- Agnieszka Czopek[7]